# Ichthyornis

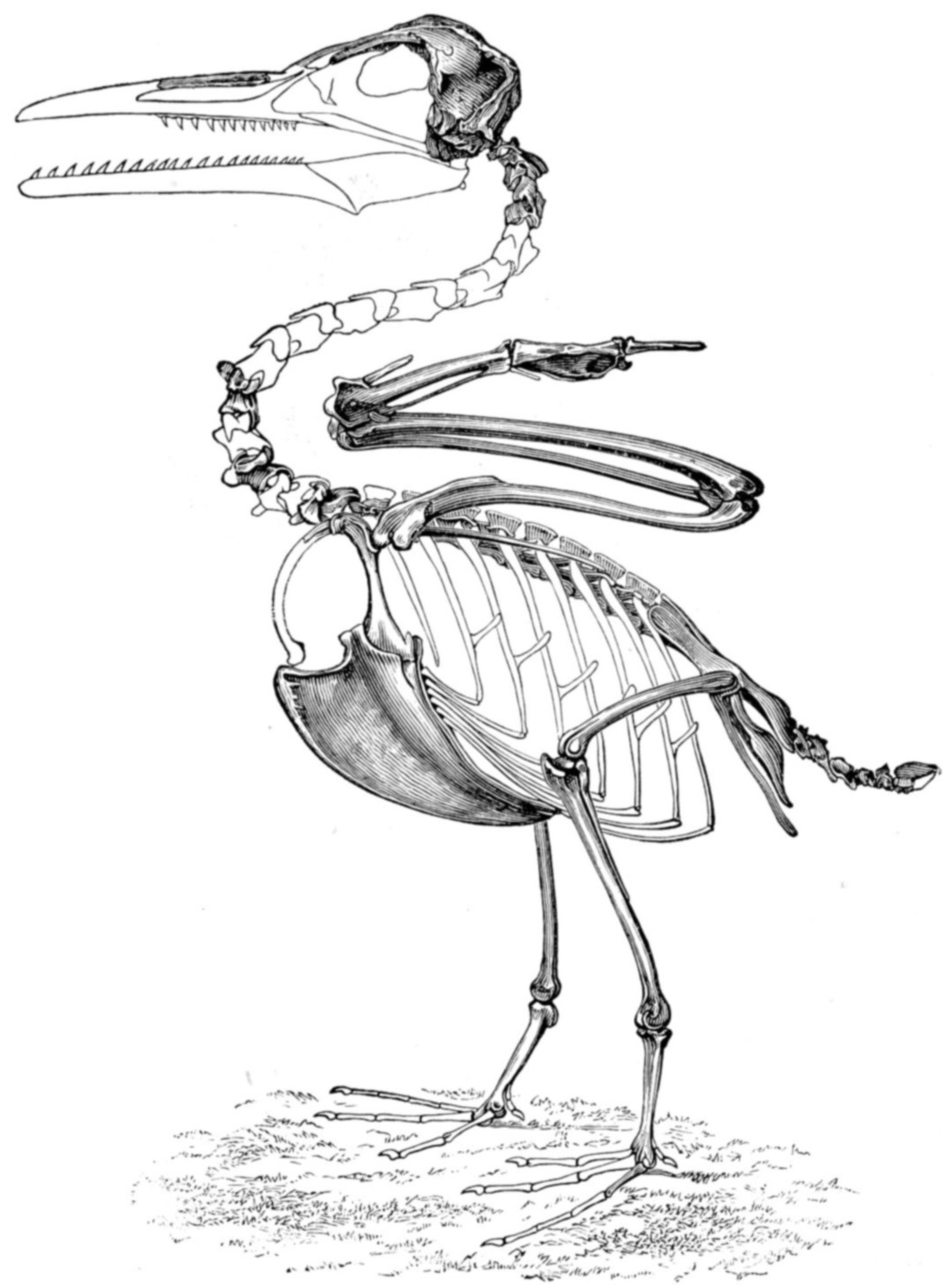
Illustration av Ichthyornis skelett.

Ichthyornis ("Fiskfågel"), utdött släkte med fåglar påträffade i New Mexico och Texas, där den tros ha levt under yngre Kritaperioden för omkring 80 milj. år sedan. Ichthyornis tros dela ett nära gemensamt ursprung med alla nu levande fåglar (Neornithes). Den tros ha varit ganska lik moderna kustlevande fåglar till utseende och levnadssätt. Den hade stora vingar och välutvecklad bröstbenskam, vilket antyder att den var en god flygare. Den hade stor skalle och långsmal, spetsig näbb. Näbben var fylld med rader av små vassa tänder, som kanske användes för att hålla fast byten.